# Balacobaco
Balocobaco (título en español: Los tramposos) es una telenovela brasileña transmitida por Rede Record del 4 de octubre de 2012 al 20 de mayo de 2013.

## Elenco
| Actor/Actriz                  | Personaje                                                    |
| ----------------------------- | ------------------------------------------------------------ |
| Juliana Silveira              | Isabel Vilela Corrêa                                         |
| Victor Pecoraro               | Eduardo Corrêa Jr                                            |
| Barbara Borges                | Diva Paranhos (Villana, después buena)                       |
| Bruno Ferrari                 | Norberto Botelho † (Villano Principal, asesinado por Arnaud) |
| Rafael Calomeni               | Vicente Corrêa                                               |
| Roberta Gualda                | Dóris Paranhos (Villana, después buena)                      |
| Thaís Pacholek                | Mirela Jordão                                                |
| Solange Couto                 | Cremilda Paranhos Osório (Villana, después buena)            |
| Simone Spoladore              | Violeta Osório / Victor Margarida                            |
| Wagner Santisteban            | Lucas Sampaio Botelho                                        |
| Letícia Medina                | Taís Vilela Corrêa                                           |
| Joana Balaguer                | Catarina Fortunato (Villana, después buena)                  |
| Luiz Guilherme                | Arthur Botelho † (Villano, asesinado por Norberto)           |
| Ingra Liberato                | Celina Fortunato Corrêa                                      |
| Rômulo Estrela                | André Aragão                                                 |
| Wagner Santisteban            | Lucas Sampaio Botelho                                        |
| Mariah Rocha                  | Luiza Leite Oliveira                                         |
| Antônia Fontenelle            | Marlene Leite Aragão                                         |
| Paulo Figueiredo              | Adamastor Campos Moura                                       |
| Umberto Magnani               | Genivaldo Aragão                                             |
| André Segatti                 | Magno Neves † (Villano, asesinado por Norberto)              |
| Sílvio Guindane               | Zé Maria Nunes                                               |
| Rodrigo Phavanello            | Plínio Policarpo                                             |
| Léo Rosa                      | Breno Pedrosa                                                |
| Thierry Figueira              | Patrick Pimenta                                              |
| Leandro Léo                   | Vinagre Batista                                              |
| Lu Grimaldi                   | Lígia Sampaio Botelho                                        |
| João Camargo                  | Duílio Osório                                                |
| André Mattos                  | Antônio Ozório / Deodoro Ozório                              |
| Cristina Pereira              | Josefina Barros                                              |
| Vitor Facchinetti             | Rafael Fortunato Corrêa                                      |
| Rafael Zulu                   | Mauro Barreto                                                |
| Gabriela Moreyra              | Joana Veloso                                                 |
| Roberta Santiago              | Lurdes Pinto                                                 |
| Roberta Almeida               | Norma Dias                                                   |
| Gonçalo Diniz                 | João Paulo Antunes                                           |
| Stella Freitas                | Hilda Batista                                                |
| Sylvia Bandeira               | Abigail Teixeira Vilela † (Villana, asesinada por Magno)     |
| Júlia Fajardo                 | Adriana Padilha                                              |
| Lucas Cotrim                  | Marcos                                                       |
| Bia Abreu                     | Laura Moura                                                  |
| Ciça Banal                    | Gabriela Fortunato Corrêa                                    |
| Giullia Buscacio              | Vitória Travassos Porto                                      |
| Malu Pizatto                  | Mariana                                                      |
| Julia Duarte e Mariana Duarte | Teresa                                                       |

Participaciones especiales
| Actor/Actriz      | Personaje                                       |
| ----------------- | ----------------------------------------------- |
| Juliana Baroni    | Teresa Vilela † (Asesinada por Noberto)         |
| Julianne Trevisol | Betina Pontes                                   |
| Victor Fasano     | Nestor Brandão † (Asesinado por Norberto)       |
| Ricardo Petraglia | Horacio Pedrosa                                 |
| Daniel Aguiar     | Jaime Lemos † (Muere atropellado)               |
| Nill Marcondes    | Darley † (Villano, asesinado por Norberto)      |
| Nina de Pádua     | Vetusa                                          |
| Manoelita Lustosa | Etelvina Pedrosa                                |
| Íris Bruzzi       | Horácia Pedrosa                                 |
| Ângela Leal       | Heloísa Amaral † (Asesinada por Arnaud)         |
| Eduardo Pires     | Lúcio Vilar † (Villano, asesinado por Norberto) |
| Antônio Pompêo    | Álvaro Amaral                                   |
| André Di Mauro    | Arnaud Bittencourt (Villano, termina preso)     |
| Marcelo Borghi    | Paulo Brito † (Asesinado por Arnaud)            |

## Premios y nominaciones
| Año  | Premio                     | Categoría                  | Trabajo nominado | Resultado |
| ---- | -------------------------- | -------------------------- | ---------------- | --------- |
| 2013 | Banff World Media Festival | Mejor telenovela           | Balacobaco       | Ganadores |
| 2013 | FyMTI 2013                 | Mejor comedia y la ficción | Balacobaco       | Ganadores |